# Chikkonahallipura, Nagamangala
Chikkonahallipura là một làng thuộc tehsil Nagamangala, huyện Mandya, bang Karnataka, Ấn Độ.